# Thor 7
Thor 7 ist ein kommerzieller Kommunikationssatellit des skandinavischen Satellitenbetreibers Telenor.
Er wurde am 26. April 2015 um 20:00 UTC  mit einer Trägerrakete Ariane 5 ECA vom Centre Spatial Guyanais zusammen mit  SICRAL 2 in eine geostationäre Umlaufbahn gebracht.
Der dreiachsenstabilisierte Satellit ist mit 21 Ku-Band- und 25 Ka-Band-Transpondern ausgerüstet und soll von der Position 0,8° West aus Europa mit Breitbanddiensten versorgen. Das Ka-Band wird für die Schifffahrt verwendet und deckt mit 30 (25 gleichzeitig aktiven) Hin- und Rückkanalspots die maritimen Bereiche um Europa wie die Nordsee, das Rote Meer, das Mittelmeer und den Persischen Golf ab. Die Datenübertragungsrate liegt zwischen 6 und 9 Gbps. Zusätzlich gibt es einen Spot für die Antarktis und einen steuerbaren Spot. Die Ku-Band-Nutzlast soll Kontinentaleuropa mit Fernsehprogrammen versorgen. Der Satellit wurde auf Basis des Satellitenbus SSL 1300 von Space Systems Loral gebaut und besitzt eine geplante Lebensdauer von 15 Jahren.